# Ángela Schweitzer
María Ángela Schweitzer Lopetegui (1923-2002)fue una arquitecta chilena. 

## Biografía
Ángela Schweitzer se tituló de arquitecta por la Universidad de Chile en 1952.
Desde 1960 ejerció la docencia y la investigación en la actual Universidad de Valparaíso.Asimismo, fue invitada en varias ocasiones a distintas escuelas de arquitectura en Inglaterra, Alemania y España, donde pudo ejercer la docencia y la investigación, y a la vez, perfeccionarse en pedagogía de arquitectura.
En los años 80 se convirtió en la primera Directora de la Escuela de Arquitectura de la Universidad Católica del Norte en Antofagasta.
En 1938 fue invitada por Euclides Guzmán Álvarez a colaborar en la Escuela Nocturna para Obreros de la Construcción, organizada por el Centro de Estudiantes de Arquitectura de la Universidad de Chile. Posteriormente en 1959, a dos años de la creación de la Escuela de Arquitectura de Valparaíso, es invitada nuevamente por Euclides Guzmán Álvarez a hacerse cargo del segundo año de Taller de Diseño Arquitectónico.
Tras el terremoto de Valdivia de 1960, trabajó junto a sus alumnos en el diseño y construcción de la Población Valparaíso, una iniciativa de la Corporación de la Vivienda.
En 1994 recibió el Premio Fermín Vivaceta por el Colegio de Arquitectos de Chile,un reconocimiento "al arquitecto o arquitecta que se haya destacado por su labor profesional en el ámbito de la tecnología aplicada a la arquitectura".
Schweitzer falleció el 9 de julio de 2002 en Viña del Mar.

## Legado
En marzo de 2011, a nueve años de la muerte de Schweitzer, el Departamento de Arquitectura de la Universidad Técnica Federico Santa María fundó el Centro de Documentación Ángela Schweitzer, gracias a la donación de 530 libros por parte del arquitecto y académico Luis Barros Lafuente.

## Obras

### Arquitectura
- Edificio Consistorial y Teatro de la Municipalidad de Valdivia (1957-1977)[10]

### Libros
Algunas de sus obras:
- Recuperación de patrimonio turístico Cerro Santo Domingo de Valparaíso (1982)
- La formación del arquitecto: perspectivas (1986)
- Iniciación profesional y formación universitaria: casos de arquitectos titulados en la Universidad Católica de Chile (1989)
- Proyecto FONDECYT 88/1268: marco de referencia de la investigación (1989)
- Iniciación profesional y formación universitaria: casos de arquitectos titulados en la U. Católica de Valparaíso en 1986- 1987 (1989)
- Encuesta a los arquitectos colegiados (1990)
- Perfil del arquitecto en Chile a la luz de la investigación FONDECYT 88/1268 (1990)
- Situación de la vivienda en América Latina y El Caribe (1995)
- El proceso creativo en arquitectura: un estudio exploratorio (1996)

### Proyectos aprobados enFONDECYT
- Presencia de la ciudad como materia de estudio en la formación del Arquitecto (1986, 1861112)[12]
- La formación del Arquitecto en nuestro país: contrastación del perfil del proceso de enseñanza-aprendizaje acunado en sus escuelas (1988, 1881268)[12]
- La formación del Arquitecto en nuestro país. Exploración de alternativas tendientes a superar la dualidad teórica-practica que prevalece hasta el día de hoy (1990, 1900570)[12]
- Proceso de producción de la obra Arquitectónica en el Chile de hoy: participación del arquitecto. Exploración (1995, 1950789)[12]
- Las inversiones inmobiliarias de factores de desestructuración y reestructuración del proceso de urbanización de los territorios del borde costero de la V Región de Valparaíso: un estudio de casos (2000, 7000104)[12]
- Las inversiones inmobiliarias como factores de desestructuración y reestructuración de los territorios del borde costero de la V Región de Valparaíso: un estudio de casos (2000, 1000104)[12]